# Myrmarachne rufisquei
Myrmarachne rufisquei este o specie de păianjeni din genul Myrmarachne, familia Salticidae, descrisă de Berland, Millot, 1941. Conform Catalogue of Life specia Myrmarachne rufisquei nu are subspecii cunoscute.